# Купецкая, Юлия Олеговна
Юлия Олеговна Купецкая (род. 6 мая 1981 года, город Темиртау, Карагандинская область, Казахская ССР, СССР) — российский политический деятель, глава администрации городского округа Мытищи с 2022 года, мэр города Серпухов с 2019 по 2022 год.

## Биография
С 2003 по 2008 год обучалась в частном образовательном учреждении высшего образования (ЧОУ ВО) «Международный юридический институт» (до 2009 года - ЧОУ ВО «Международный юридический институт при Министерстве юстиции Российской Федерации»). В 2016 году прошла профессиональную переподготовку по программе «Государственное и муниципальное управление».
После ухода в отставку Дмитрия Вячеславович Жарикова, Купецкая стала временно исполняющей обязанности главы городского округа Серпухов, а в последующем стала главой городского округа. За кандидатуру Юлии Олеговны отдано 100% голосов комиссии, в которую вошли представители от правительства Московской области и муниципальные депутаты В январе 2022 года оставила этот пост и с 17 марта 2022 года является главой городского округа Мытищи.  

## Награды
- Знак за заслуги перед Московской областью III степени.
- Медаль Министерства обороны РФ За укрепление боевого содружества.
- Медаль муниципального образования г. Подольск «За безупречную службу 3 степени»[3].
- Знак отличия Князь Серпуховский Владимир Храбрый[3].